# Polnische Badmintonmeisterschaft 1996
Die Polnische Badmintonmeisterschaft 1996 fand vom 1. bis zum 3. Februar 1996 in Suwałki statt. Es war die 32. Austragung der Titelkämpfe.

## Medaillengewinner
| Disziplin    | Gold                                                                     | Silber                                                                      | Bronze |
| ------------ | ------------------------------------------------------------------------ | --------------------------------------------------------------------------- | --- |
| Herreneinzel | Dariusz Zięba (Polonez Warszawa)                                         | Jacek Niedźwiedzki (SKB Suwałki)                                            | Marcin Zejmowicz (Ruch Piotrków Trybunalski) Jacek Hankiewicz (Polonez Warszawa)                                                                          |
| Dameneinzel  | Katarzyna Krasowska (Technik Głubczyce)                                  | Dorota Grzejdak (Motus Koszalin)                                            | Joanna Szleszyńska (SKB Suwałki) Sylwia Bochat (Zremb Solec Kujawski)                                                                                     |
| Herrendoppel | Jacek Niedźwiedzki (Polonez Warszawa) Dariusz Zięba (Polonez Warszawa)   | Robert Mateusiak (Polonez Warszawa) Damian Pławecki (Technik Głubczyce)     | Michał Mirowski (Ruch Piotrków Trybunalski) Marcin Zejmowicz (Ruch Piotrków Trybunalski) Paweł Kaczyński (Warmia Olsztyn) Michał Łogosz (Stal Płock)      |
| Damendoppel  | Monika Bieńkowska (Stal Płock) Katarzyna Boczek (Stal Płock)             | Sylwia Rutkiewicz (Polonez Warszawa) Beata Syta (Polonez Warszawa)          | Kinga Rudolf (Kolejarz Częstochowa) Agata Stelmaszczyk (Kolejarz Częstochowa) Dorota Grzejdak (Motus Koszalin) Bożena Matusik (Motus Koszalin)            |
| Mixed        | Robert Mateusiak (Polonez Warszawa) Sylwia Rutkiewicz (Polonez Warszawa) | Damian Pławecki (Technik Głubczyce) Katarzyna Krasowska (Technik Głubczyce) | Michał Mirowski (Ruch Piotrków Trybunalski) Barbara Kulanty (Ruch Piotrków Trybunalski) Jacek Niedźwiedzki (SKB Suwałki) Joanna Szleszyńska (SKB Suwałki) |